# Andrusovia
Andrusovia is een geslacht van weekdieren uit de klasse van de Gastropoda (slakken).

## Soorten
- Andrusovia andrusovi Starobogatov, 2000
- Andrusovia brusinai Starobogatov, 2000
- Andrusovia dybowskii Brusina in Westerlund, 1903
- Andrusovia marina (Logvinenko & Starobogatov, 1968)